# REM섬

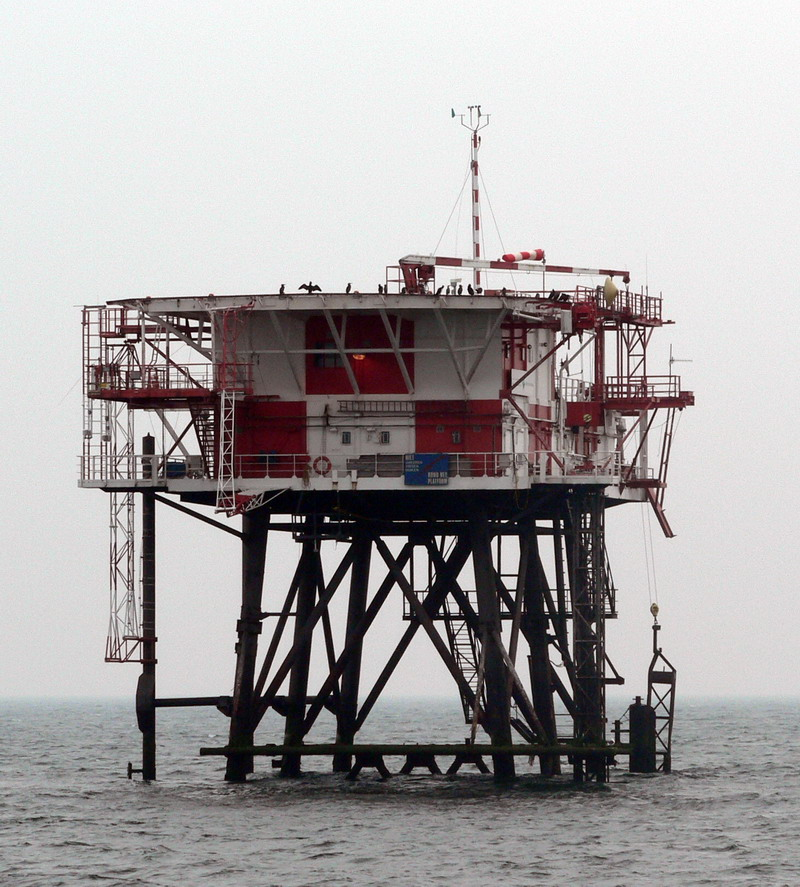

REM섬(네덜란드어: REM-eiland)은 아일랜드에서 건조되어 네덜란드 앞바다로 예인, 설치되었던 해상플랫폼이다. 자위트홀란트주 노르트베이크 해안에서 10 킬로미터 떨어져 있었다. 북해방송(Radio and TV Noordzee)이라는 해적방송의 송출지였다.
북해방송은 1963년 설립되어 사무실은 육상에 두고 방송은 해상에서 송출했다. 이 인공섬은 아일랜드 코크항에서 건조되었고, 네덜란드 앞바다로 예인되어 해저에 시멘트를 타설해 고정시켰다. 1964년 8월 12일 시험방송이 송출되었고 8월 15일부터 정규방송을 개시했다. 라디오 주파수는 AM 1400 kHz, TV 주파수는 채널 E11번을 사용했다.
REM이란 “광고착취회사(네덜란드어: Reclame Exploitatie Maatschappij)”의 약자였다. 북해방송은 상업방송을 할 생각이었고, 당시 네덜란드 법은 이렇게 영토 밖의 공해상에서 송출하는 방송을 규제할 근거가 없었다. 유사한 해적방송인 라디오 베로니카는 배를 사용했다.
네덜란드 당국은 이 방송의 존재가 불쾌했지만, 개입할 법적 권리가 없었다. 그러다 1964년 12월 12일 네덜란드 정부에서 REM법을 통과시켰고, 이 법으로 REM섬이 위치한 해저는 네덜란드 영토로 선언되었다. 5일 뒤 해병대가 상륙하여 방송을 중단시켰다.
1년 뒤, 북해방송은 합법 방송으로 재출범했는데 그것이 현재의 TROS다. 이후 REM섬은 정부에서 압수하여 수온측정 및 염도측정 기지로 사용했다. 2004년 섬을 매각하려 했으나 실패하자 철거하였다. 2006년 6월 8일, 아마추어 무선사들은 콜사인 PB6REM으로 REM섬과 고별하였다.
2011년 3월 현재 REM섬이었던 플랫폼은 암스테르담항에서 레스토랑으로 사용되고 있다.